# Barrafranca

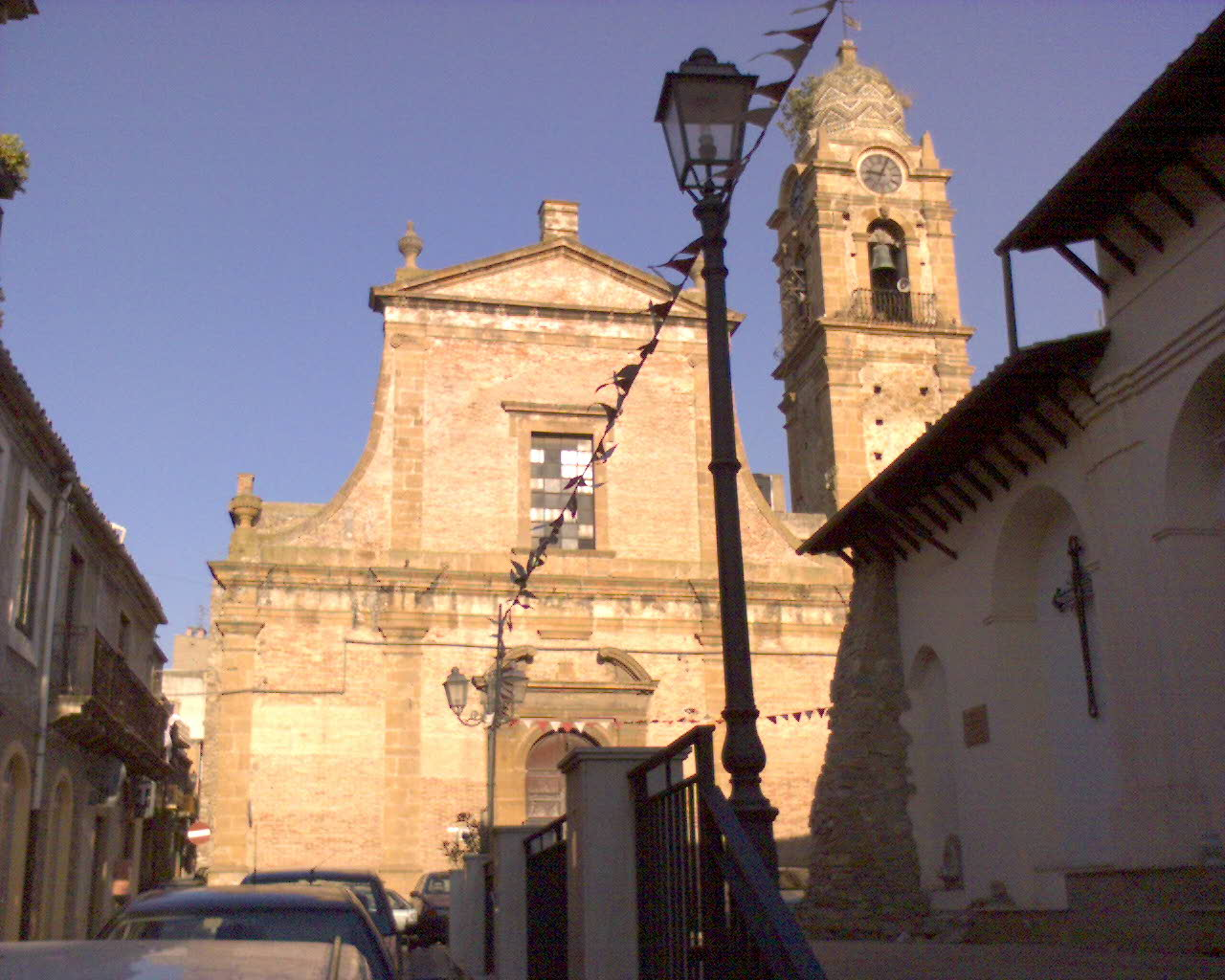
Kerk

Barrafranca is een gemeente in de Italiaanse provincie Enna (regio Sicilië) en telt 13.003 inwoners (31-12-2004). De oppervlakte bedraagt 53,6 km², de bevolkingsdichtheid is 243 inwoners per km².

## Demografie
Barrafranca telt ongeveer 4396 huishoudens. Het aantal inwoners daalde in de periode 1991-2001 met 4,0% volgens cijfers uit de tienjaarlijkse volkstellingen van ISTAT.
| Jaar | Inwoneraantal |
| ---- | ------------- |
| 1991 | 13.667        |
| 2001 | 13.115        |

## Geografie
De gemeente ligt op ongeveer 450 m boven zeeniveau.
Barrafranca grenst aan de volgende gemeenten: Mazzarino (CL), Piazza Armerina, Pietraperzia, Riesi (CL).

## Geschiedenis
Waarschijnlijk was dit de locatie van het antieke Hibla Heraia (of Galeota of Galatina), dat later geromaniseerd werd en de naam Collanania kreeg. In de periode van de Noormannen heette de plaats Convincino. In 1330 kwam het onder het feodaal stelsel in handen van de familie Barresi. Zo'n tweehonderd jaar later liet Matteo Barresi di Pietraperzia werken uitvoeren die de ontwikkeling van het dorp moesten bevorderen. Toen kreeg het ook zijn huidige naam.